# غرابة (صفد)
غرابة قرية فلسطينية تبعد 22 كيلومتر شمال شرق مدينة صفد.
كانت القرية تقع على السفوح الدنيا لمرتفعات الجولان، وتبعد نحو 13 كلم إلى الشمال الشرقي مما كان يعرف بالشاطئ الشمالي الشرقي لبحيرة الحولة قبل أن تجفف (سنة 1951م)، و كانت المستنقعات الممتدة شمالي البحيرة تقع إلى غرب القرية، والتي كان سكانها كلهم من المسلمين وكان اقتصاد قرية غرابة يعتمد اعتماداً رئيسياً على الزراعة، وتربية المواشي في عام 1944-1945م، ويبلغ مجموع مساحات الأراضي الزراعية في القرية ما يقارب 2928 دونم، ويبلغ متوسط ارتفاعها 110 فوق مستوى سطح البحر.
في عام 1945 بلغت مساحة أراضيها 3453 دونماً، قد امتلك الصهاينة منها  بفعل الإحتلال ما يقارب 478 دونماً، أي 13.8%، وكان في غرابة 124 نسمة من العرب في عام 1931م، ارتفع عددهم إلى 200 نسمة في عام 1945م.

## إحتلال القرية وتطهيرها عرقياً
جاء في تقرير للاستخبارات العسكرية الإسرائيلية أُعد في 30 حزيران/ يونيو 1948م عن عملية يفتاح، أن سكان قرية غرابة هربوا في 28 أيار/ مايو 1948م؛ خوفاً من هجوم القوات الصهيونية على القرية.

## القرية اليوم
الموقع مسيج، وتتبعثر حجارة المنازل المدمرة في أرجائه ولا تزال أجزاء من بعض الحيطان الحجرية المبتورة ماثلة للعيان، وتستعمل القرية المدمرة والأراضي المحيطة بها مرعى للمواشي.

## مستوطنات صهيونية على أراضي القرية
في عام 1951م، أُنشئت مستعمرة غونين على أراضي القرية، إلى الشمال من موقعها.

## وصلات خارجية
- غرابة ترحب بكم